# 大手門

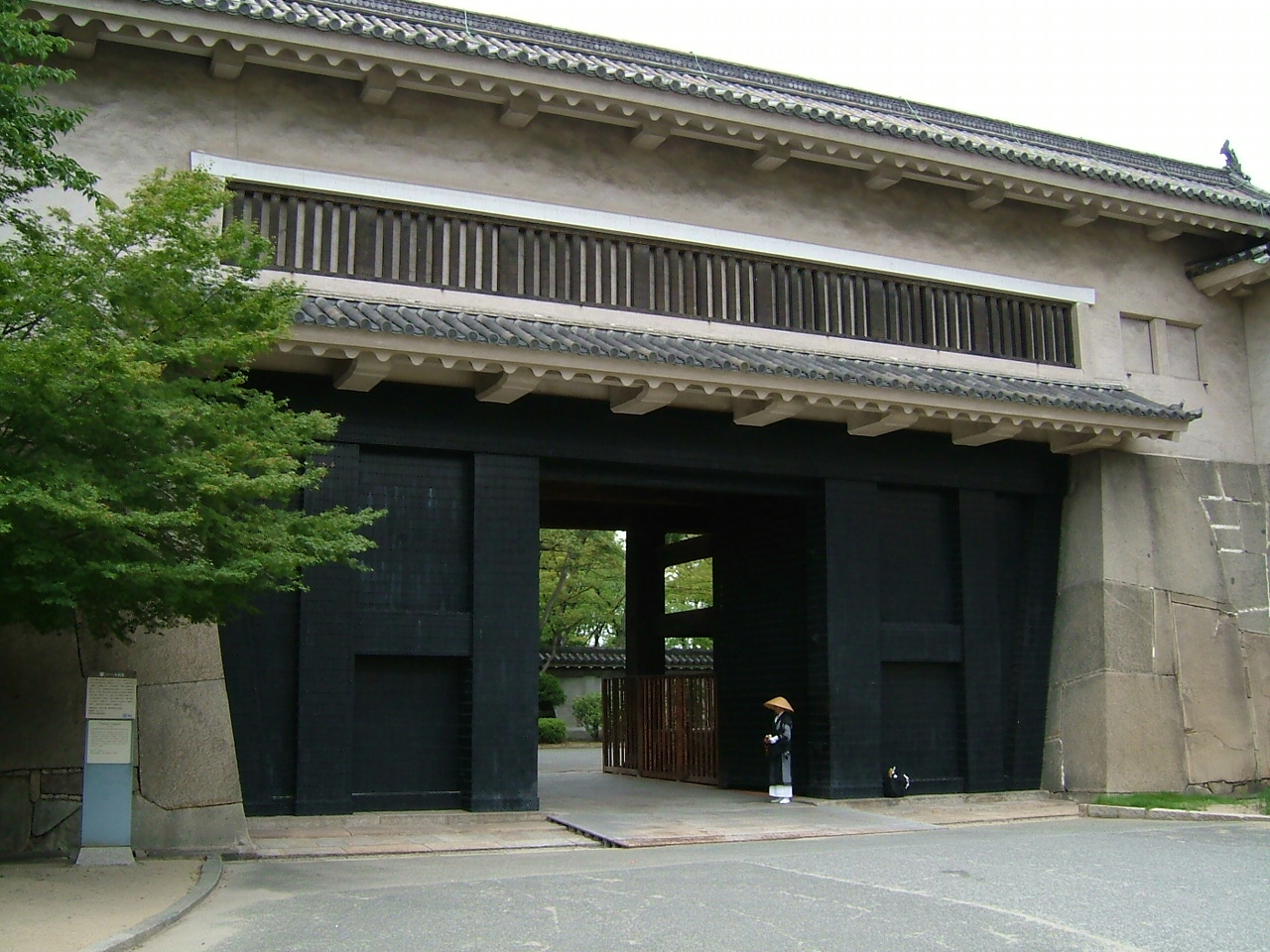
大手門（大坂城大手一の門）

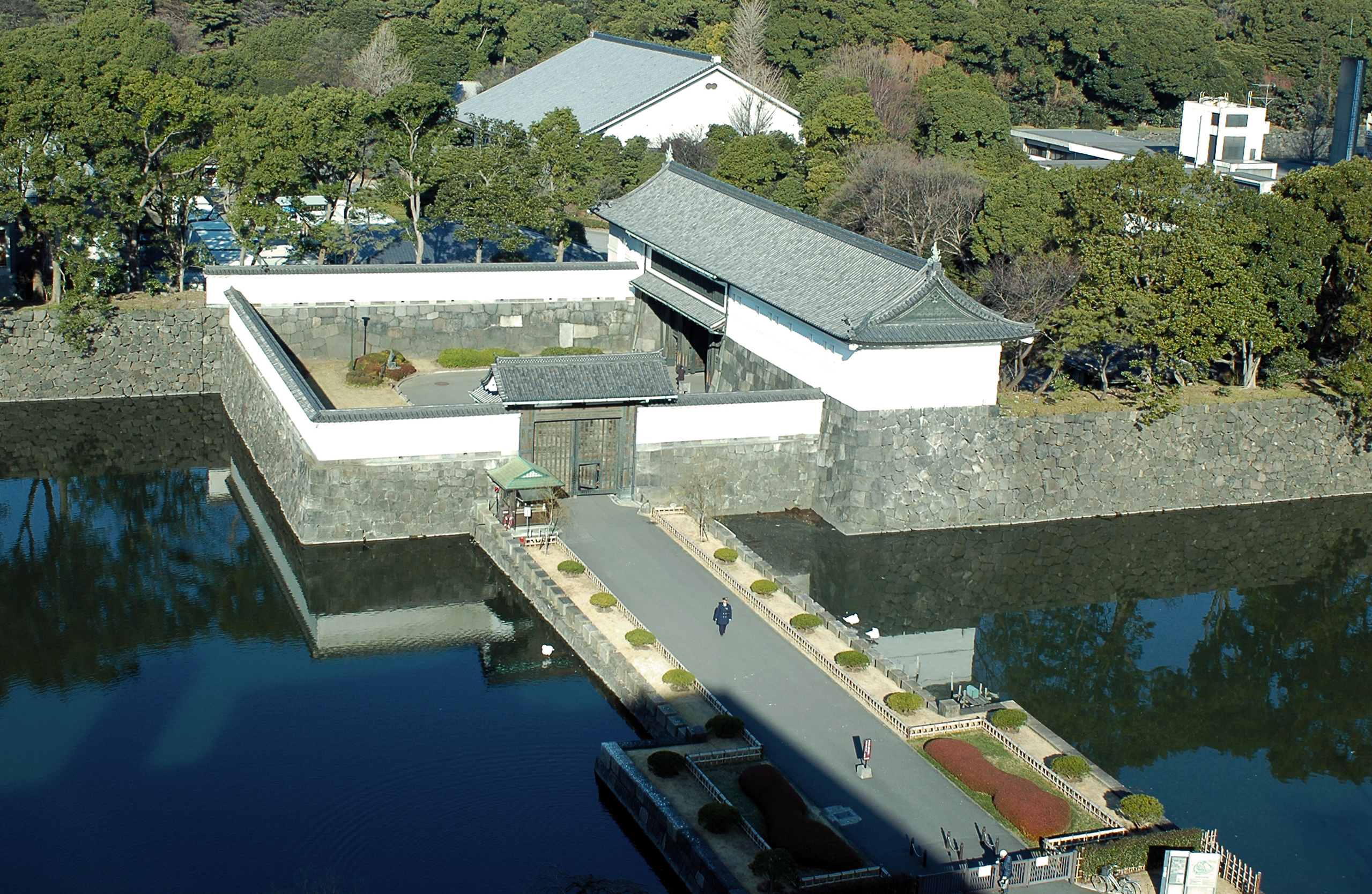
江戸城（現在の皇居）の大手門。門をくぐると枡形、渡櫓門と続く

大手門（おおてもん）とは、日本の城郭における内部二の丸または、三の丸などの曲輪へ通じる大手虎口に設けられた城門。正門にあたる。

## 概要
元は追手門（おうてもん）と書かれ、高知城など、城によっては現在も追手門と表記しているところもある。これに対して背面の門は搦手門（からめてもん）と呼ばれる。
防御のために厳重な築造がされ、大規模な櫓門を設け石垣などにより枡形を成していることが多い。見た目も大きく、目立つように造られる。土造りの城であっても、門周辺のみ石垣を築く場合も多い。また、橋は土橋であることが多い。
大手門前の城下町に由来して全国各地に大手町（又は追手町）の地名が残る。

## 一覧
以下に列挙した例は一部である。以下の出所については脚注を参照されたい。
（以下のいずれも50音順）

### 現存
- 江戸城西ノ丸大手門 - 江戸城三十六見附のひとつ。渡櫓型の櫓門と高麗門からなる枡形門。うち高麗門は1889年（明治22年）に撤去され、渡櫓門も本来の位置よりやや前方に移動している。同時に宮城正門へと改称された。現在の皇居正門。宮内庁管理のため文化財に指定されていない。
- 大坂城大手門 - 渡櫓型の櫓門と高麗門からなる現存するものでは最大の枡形門[注釈 1]。現在の門は1783年（天明3年）落雷により焼失後、1848年（嘉永元年）に御用金で再建。多聞櫓、千貫櫓、塀三棟を含め国の重要文化財。
- 高知城追手門 - 渡櫓型の櫓門。1801年（享和元年）の再建。国の重要文化財。
- 小諸城大手門 - 二階門型の櫓門。瓦門とも呼ばれ、2008年（平成20年）に修復。国の重要文化財。
- 名古屋城二の丸大手二ノ門（西鉄門） - 渡櫓型の櫓門と高麗門からなる枡形門。内、高麗門形式の二ノ門のみが現存する。櫓門は明治初期に取り壊されている。国の重要文化財。
- 二条城北大手門 - 渡櫓型の櫓門。1626年(寛永3年)の建築。国の重要文化財。
- 二条城東大手門 - 渡櫓型の櫓門。一時、単層の門に改造されていたが1662年（寛文2年）に現在の姿に。国の重要文化財。
- 弘前城三ノ丸追手門 - 二階門型の櫓門。外壁仕上げに真壁造を採用している。国の重要文化財。
- 福岡城下ノ橋御門 - 渡櫓型の櫓門。2000年（平成12年）に1階部分が一部焼失したが、2007年（平成19年）に木造復元。福岡県の重要文化財。
- 丸亀城大手門 - 渡櫓型の櫓門と高麗門からなる枡形門。1670年（寛文10年）の再建。国の重要文化財。
- 松前城本丸御門　– 国の重要文化財。

### 非現存

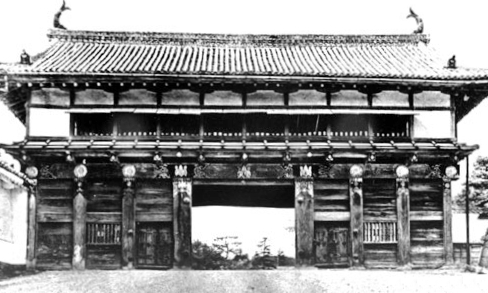
仙台城の大手門（1938年）

- 宇和島城追手門 - 渡櫓型の櫓門。外壁仕上げに真壁造が採用されていた。1664年（寛文4年）の再建。1934年（昭和9年）、天守ととも国宝保存法における国宝（以下、旧国宝）に指定されるが、1945年（昭和20年）7月12日の空襲により焼失。戦後に石垣が道路工事で撤去され、現在は遺構も残っていない。また、場所の関係で木造復元する計画はない。
- 佐倉城大手門 - 二階門型の櫓門。1873年（明治6年）、日本陸軍第一軍官第二師団官営所の用地とするために撤去された。
- 仙台城大手門 - 二ノ丸（現・東北大学川内南キャンパス）脇櫓付近にあった。外壁仕上げに真壁造が採用されていた。1931年（昭和6年）に旧国宝に指定されるが、1945年（昭和20年）7月10日の仙台空襲で焼失。2038年をめどに木造復元される予定。
- 福島城大手門 - 二階門型の櫓門。門櫓の上にシャチを載せていた。既に保存状態が芳しくなかったこともあり、1873年（明治6年）の陸軍鎮台分営の設置時に破却された。
- 彦根城大手門 - 渡櫓型の櫓門と高麗門からなる枡形門。門脇には橋詰冠木御門之上御櫓があった。渡櫓門からも多聞櫓が接続し、二重櫓の御用米口御鉄砲櫓へ繋がっていた。明治初期に取り壊されている。

### 再建建築
- 江戸城大手門 - 渡櫓型の櫓門と高麗門からなる枡形門。渡櫓は関東大震災に倒壊後修復されたが、1945年（昭和20年）5月25日の東京空襲によって焼失。1963年（昭和38年）に木造復元された。江戸城の正門および奥州街道の起点である（奥州街道もう一か所の起点は日本橋）。
- 大分城大手門 - 渡櫓型の櫓門。多門櫓の上に鐘楼を載せていた。1945年（昭和20年）7月17日の大分空襲によって焼失。1966年（昭和41年）に外観復元された。
- 鹿児島城御楼門 - 二階門型の櫓門。1873年（明治6年）に火災により焼失。平成に入って再建計画が持ち上がり、2020年（令和2年）に木造復元された。
- 金石城大手門 - 渡櫓型の櫓門。多門櫓の上に望楼を載せていた。1919年（大正8年）に撤去されたが、1997年（平成9年）に木造復元された。
- 熊本城南大手門 - 渡櫓型の櫓門。西・南・北と熊本城に3つあった大手門のうち、最も規模が大きかった。明治初期に取り壊され、2002年（平成14年）に木造復元された。
- 熊本城西大手門 - 渡櫓型の櫓門。熊本城に3つあった大手門のうち、最も格式高い門だった。1871年（明治4年）に取り壊され1981年（昭和56年）に西南戦争百年記念で木造復元されたが、1999年（平成11年）の台風で倒壊したため、あらためて2003年（平成15年）に木造復元された。
- 水戸城大手門 - 東京鎮台の第4分営が置かれた[4]後も残されたが、老朽化により明治時代に撤去される[5]。平成末に再建計画が始まり[5]、2020年（令和2年）2月に木造復元された[6]。
- 山形城東大手門 - 渡櫓型の櫓門と北櫓、さらに高麗門からなる枡形門。明治時代に撤去されたが、1991年（平成3年）に木造復元された。
- 掛川城大手門　– 二階門型の櫓門。1995年（平成7年）に木造復元された。